# Umetnost mlajšega paleolitika
Umetnost mlajšega paleolitika je med najstarejšimi znanimi umetnostmi (včasih imenovana prazgodovinska umetnost). Najstarejši mogoči primeri so gravure v okri iz jame Blombos. Paleolitsko umetnost najdemo v aurignaški kulturi v Evropi in Levantu pred približno 40.000 leti,  na otoku Sulavezi v Indoneziji iz podobnega obdobja, kar kaže na veliko starejši izvor morda v Afriki.  Jamska umetnost se je v Evropi nadaljevala v mezolitiku (ob začetku holocena) pred približno 12.000 leti. Kot to ustreza končni fazi zadnje ledene dobe, je paleolitska umetnost znana tudi kot ledenodobna umetnost.
Pomemben vidik, nekateri ga imenujejo paleolitska revolucija  in dokaz za behavioristično sodobnost, nam je videz umetnosti pomagal določiti paleolitik sam. Umetnost pomaga opredeliti, kaj nas naredi človeka – to je del tega, kar smo ali bi lahko bili. Paleolitska umetnost vključuje skalne in jamske poslikave, nakit, risanje, rezbarjenje, graviranje in kiparstvo v glini, kosti, rogovju, kamnu in slonovini, na primer Venerine figurice in piščali.
Okrašeno je bilo tudi uporabno orodje, kot so metalec sulice (tudi atlatl), lučalo, perforirana palica in svetilke.
Običajni predmeti so vključevali živali, ki so jih lovili (npr. severni jeleni, bizoni, ptice, mamut), plenilci ter druge živali (npr. levi, druge velike mačke, medvedi in volnati nosorog); človeške oblike so predvsem ženske oblike (pogosto so videti mlade, stare ali noseče). Moški so redkeje upodobljeni, kot je človek iz jame Pin Hole v Angliji.

## Evropa in Levant (ledenodobna umetnost)
Velika večina ledenodobne umetnosti ni ohranjena; poleg delov lesa, usnja in drugih zelo pokvarljivih snovi, rogovja in kosti, ki se je najpogosteje uporabljala, običajno razpade, če ni pokopana v suhih jamah in zavetiščih. Obstajajo dokazi iz kamna in predvsem vseh morskih školjk, ki so se uporabljale za nakit in verjetno okrasitev oblačil. Lupine sredozemskih vrst so našli v Gönnersdorfu, več kot 1000 kilometrov od sredozemske obale. Višja morska gladina danes pomeni, da je nivo in naravo obalnih naselij v paleolitiku nemogoče raziskati in večinoma ostajata skrivnost.
Veliko gravur na tankih kosih kamnov je bilo najdenih  (do 5000 na enem kraju v Španiji) na krajih z ustrezno geologijo z včasih tako plitvimi in bledimi oznakami, da so bolj risbe, mnogih sprva niso niti opazili. Poslikane plošče so manj pogoste. Morda so bile uporabljene pri obredih ali pa so jih segrevali na ognju in zavijali kot osebne grelnike. Vsaka vrsta uporabe je lahko množica zlomljenih primerov, pogosto so delci razpršeni na določeni razdalji (do 30 metrov narazen v Gönnersdorfu). Na mnogih nahajališčih je bilo veliko ploščatih kamnov, ki so jih očitno uporabljali kot talne obloge, le nekaj je bilo okrašenih. 
Ledenodobna umetnost je bila naravoslovna in figurativna; lahko le geometrična in ne predstavna. Nekatera najstarejša umetniška dela so našli v Švabski Juri (Schwäbische Alb), v Baden-Württembergu, v Nemčiji. Figurice Vener (Venera iz Höhle Felsa) segajo do pred okoli 40.000 let v zgodovino. Drugi drobni primeri umetnosti mlajšega paleolitika (med 40.000 do 10.000 let) so: jamske poslikave (jame Chauvet, Lascaux, Altamira, Cosquer in Pech Merle), vrezana/gravirana jamska umetnost, kot je Creswell Crags, prenosna umetnost (živalske rezbarije in kipci, kot je Willendorfska Venera) in umetnost na prostem (skalna umetnost v dolini Côa na Portugalskem in Mazouco v Italiji, Domingo García in Siega Verde v Španiji ter Fornols-Haut v Franciji). Našli so številne izrezljane ali gravirane koščke kosti in slonovine, kot je Plavajoči severni jelen v Franciji iz obdobja magdalenske kulture. Taki so tudi metalci sulic, eden je oblikovan kot mamut, in mnoge druge vrste predmetov. Eden od najbolj znanih kosov prenosne umetnosti iz Velike Britanije je Konj iz jame Robin Hood v Derbyshireu. V jami Kendrick so našli okrašeno konjsko čeljust.
Mnogi najlepši primeri ledenodobne umetnosti so bili razstavljeni v Britanskem muzeju med 7. februarjem in 26. majem 2013.

## Vzhodna Azija
Jamske poslikave na indonezijskem otoku Sulavezi so odkrili leta 2014 in so stare 40.000 let, podobno kot najstarejša evropska jamska umetnost, kar kaže na veliko starejši izvor te vrste umetnosti, morda v Afriki. 
V jami pri Turobongu v Južni Koreji, ki vsebuje človeške ostanke, so odkrili izrezljane jelenove kosti in upodobitve srnjadi, ki so lahko stare okoli 40.000 let. Petroglifi jelenov ali severnih jelenov na Sokčangri so tudi lahko paleolitski. Črepinje v slogu, ki spominja na zgodnja japonska dela, so v Košanri na otoku Čedžu, ki je bil zaradi nižje gladine morja v tistem času dostopen z Japonskega.

## Afrika
Najstarejši afriški petroglifi so datirani približno v mejo med mlajšim paleolitikom in mezolitikom, pred približno 10.000 do 12.000 leti. Najstarejša umetnost v Zimbabveju datira v  vsaj 10.000 let (poslikani kamni). Prva nesporno afriška skalna umetnost seže približno 10.000 let nazaj in očitno izvira v dolini reke Nil in se je širila proti zahodu v Mali.
V jamah Apollo 11 v Namibiji so našli sedem kamnitih ploščic s figurami živali, poslikanih pred 22.500 in 27.500 leti. 
V jami Blombos v Južni Afriki so našli gravirane koščke okre, stare že okoli 70.000 let, kar je bilo že razvrščeno kot "umetnost" v nekaterih publikacijah. 

## Avstralija
V Bradshawsu v Zahodni Avstraliji so našli edinstveno obliko skalne umetnosti. To so pretežno človeške figure naslikane s finimi podrobnostmi, natančno anatomsko proporcionirane. Stare so več kot 17.000 let.

## Amerike
Peru z območjem osrednjih Andov se razteza od Ekvadorja do severnega Čila, kjer so dokazi človeškega bivanja stari okoli 10.000 pred našim štetjem.  Zgodnja umetnost tega območja obsega skalne poslikave v jami Tokepala (okoli 9500 pred našim štetjem). Grobišča v Peruju, v Telarmachayu, so stara med 8600 in 7200 let pred našim štetjem, in dokazujejo obredne pokope z ostanki rdeče okre in bisernih ogrlic.

## Druga literatura
- Cook, Jill (2013). Ice Age art: the arrival of the modern mind. The British Museum Press. ISBN 978 0 7141 2333 2.